# IM Bears FC
El Bears Football Club es un equipo de fútbol de las Bahamas ubicado en la ciudad de Freeport, Bahamas. Es uno de los 8 equipos que integran la Liga BFA.

## Palmarés
- Liga BFA: 6

2003, 2009, 2010, 2011, 2012, 2013
- President's Cup: 3

2006, 2009, 2010
- New Providence Football League: 6

2003, 2004, 2006, 2007, 2010, 2011
- New Providence FA Cup: 5

2003, 2004, 2006, 2007, 2009
- Grand Bahama FA Cup: 1

2006
- Bahamas Charity Shield: 2

2010, 2011

## Jugadores

### Jugadores destacados
- Cameron Hepple
- Damien Neville